# Цяньцзян (река)
Цяньцзян (кит. 黔江) — река на юге Китая в Гуанси-Чжуанском автономном районе. Вплоть по эпоху Тан носила названия Таньшуй (潭水) и Иньшуй (泿水), со времён эпохи Сун называется Цяньцзян. Река начинается в уезде Сянчжоу, что в Лайбине, от слияния рек Хуншуйхэ и Люцзян, и сливаясь возле Гуйпина с рекой Юйцзян образует реку Сюньцзян (Сицзян).